# 434 aC
El 434 aC va ser un any del calendari romà prejulià. Era l'any 320 ab urbe condita. La denominació 434 aC per a aquest any s'ha emprat des de l'edat mitjana, quan el calendari Anno Domini va ser el mètode més usat a Europa per a anomenar els anys.

## Esdeveniments
- Repressió de la revolta a Mègara. Els atenesos, molestos amb els megarencs, van aprovar un decret que els excloïa dels seus mercats i ports. Aquest decret va perjudicar molt la ciutat, que no tenia prou aliments per sostenir la població, i els obtenien en la seva major part dels subministraments de l'Àtica. Aquest va ser un dels motius que van dur a l'inici de la Guerra del Peloponnès.[2]
- Anaxàgores és empresonat i aprofita el captiveri per fer descobertes matemàtiques.[3]
- A Roma van ser elegits cònsols Gai Juli Jul i Luci Virgini Tricost segons Diodor de Sicília,[4] però Titus Livi,[5] diu que aquell any hi van haver tres tribuns amb potestat consular: Servi Corneli Cos, Marc Manli Capitolí i Quint Sulpici Pretextat.